# Neurotossina
In chimica, una neurotossina è un tipo particolare di tossina che agisce sulle cellule del sistema nervoso, solitamente attraverso un'interazione con le proteine di membrana dei neuroni, quali i canali ionici.

## Classificazione
In base alla loro specifica origine, le neurotossine si distinguono in: 
- Neurotossine animali: si tratta di miscele di enzimi e proteine, quali ad esempio i veleni di serpente e di alcune zecche, acido domoico dei mitili o la tetrodotossina del pesce palla e del polpo dagli anelli blu.
- Neurotossine microbiche: appartengono a questa classificazione le tossine di botulino e del tetano o la tossina difterica.
- Neurotossine vegetali: come per esempio quelle prodotte da digitale, oleandro, segale cornuta, funghi del genere Amanita e Psillocybe.

## Funzioni naturali e impieghi umani
Le neurotossine agiscono creando delle anomalie nella funzionalità dei diversi tipi di canali ionici, impedendo la propagazione dell'impulso neuronale; questo può condurre a paralisi motoria e morte dell'organismo.
I canali-bersaglio possono essere sia quelli del sodio, che quelli del potassio o del calcio.
La maggior parte dei veleni e delle tossine usate in natura dagli organismi che si devono difendere dai vertebrati sono neurotossine; diversi organismi (diversi tipi di scorpioni, serpenti, api, ragni, etc.) usano un insieme di diverse neurotossine.
Inoltre, diverse neurotossine vengono impiegate in molti preparati erboristici, tra di esse opportunamente miscelate. I loro effetti dipendono dalla diversa miscela e dalle neurotossine impiegate; esse agiscono sul sistema nervoso centrale, inducendo varie risposte, dalla sedazione, alle allucinazioni, allo stato euforico.
Oltre che nei preparati erboristici, l'impiego delle neurotossine è rivolto anche nel settore degli insetticidi e degli antiparassitari in commercio (ad esempio a base di nicotina o permetrina); a questa categoria appartengono anche gli agenti nervini, sviluppati come armi chimiche a partire dalla prima guerra mondiale.

### Alcuni tipi di neurotossine
- Conotossine
- Cubotossina
- Saxitossina
- Tetrodotossina

### Generiche
- Esotossina
- Proteopedia
- Tossicologia